# Ngola Mbandi
Ngola Mbandi, o Ngolambande (N'dalatando, 1585 circa – Kindonga, 1624), fu re di Ndongo, figlio di Mbandi Ngola Kiluanji e fratello di Nzinga Mbandi.
Alla morte del padre nel 1617, divenne re di Ndongo. Preoccupato che la sorella potesse sottrargli potere,  ordinò l'esecuzione di suo figlio, ancora bambino. Ngola Mbandi cercò di respingere le avanzate delle truppe portoghesi, ma nel 1618 i regni Ndongo e Matamba vennero attaccati dal governatore Luis Mendes de Vasconcellos, alleati con gli Imbangala, in tre campagne militari: nel 1618, 1619 e nel 1620. I Portoghesi entrarono nella capitale Kabasa nel 1619. 
Completamente sconfitto, Ngola Mbandi dovette ritirarsi sull'isola fortificata di Kindonga, sul fiume Cuanza, all'estremo occidente del suo regno. I Portoghesi deportarono decine di migliaia di sudditi Kongo in Brasile o nelle Indie spagnole come schiavi, mentre bande di Imbangala e di coloni Portoghesi saccheggiavano il paese. Il governatore de Vasconcellos, alleato con nobili kongo dissidenti, piazzò sul trono un cugino di Ngola Mbandi di un ramo cadetto, Hari a Kiluanji. Ngola Mbandi tentò di trovare un accordo con i governatori portoghesi per allontanare gli Inbangala e riprendere il controllo delle sue terre, ma venne ripetutamente disingannato. Morì misteriosamente, probabilmente suicida, nel 1624, lasciando un figlio ancora bambino. Gli succedette sua sorella Nzinga Mbandi, ricordata in tutto il continente africano come una leader dalle notevoli capacità, per il suo acume politico e diplomatico, così come per le sue brillanti tattiche militari.